# Malo Vaga
Malo Vaga (né le 12 avril 1965) était le sélectionneur de l'équipe des Samoa de football de janvier 2012 jusqu'en 2015, après l'avoir été entre 2002 et 2003.

## Biographie
Malo Vaga dirige les joueurs samoans lors de la Coupe d'Océanie 2012.
Cette aventure fut un vrai désastre puisque les Samoans finirent dernier de leur groupe sans prendre le moindre point.